# Knut Tranberg

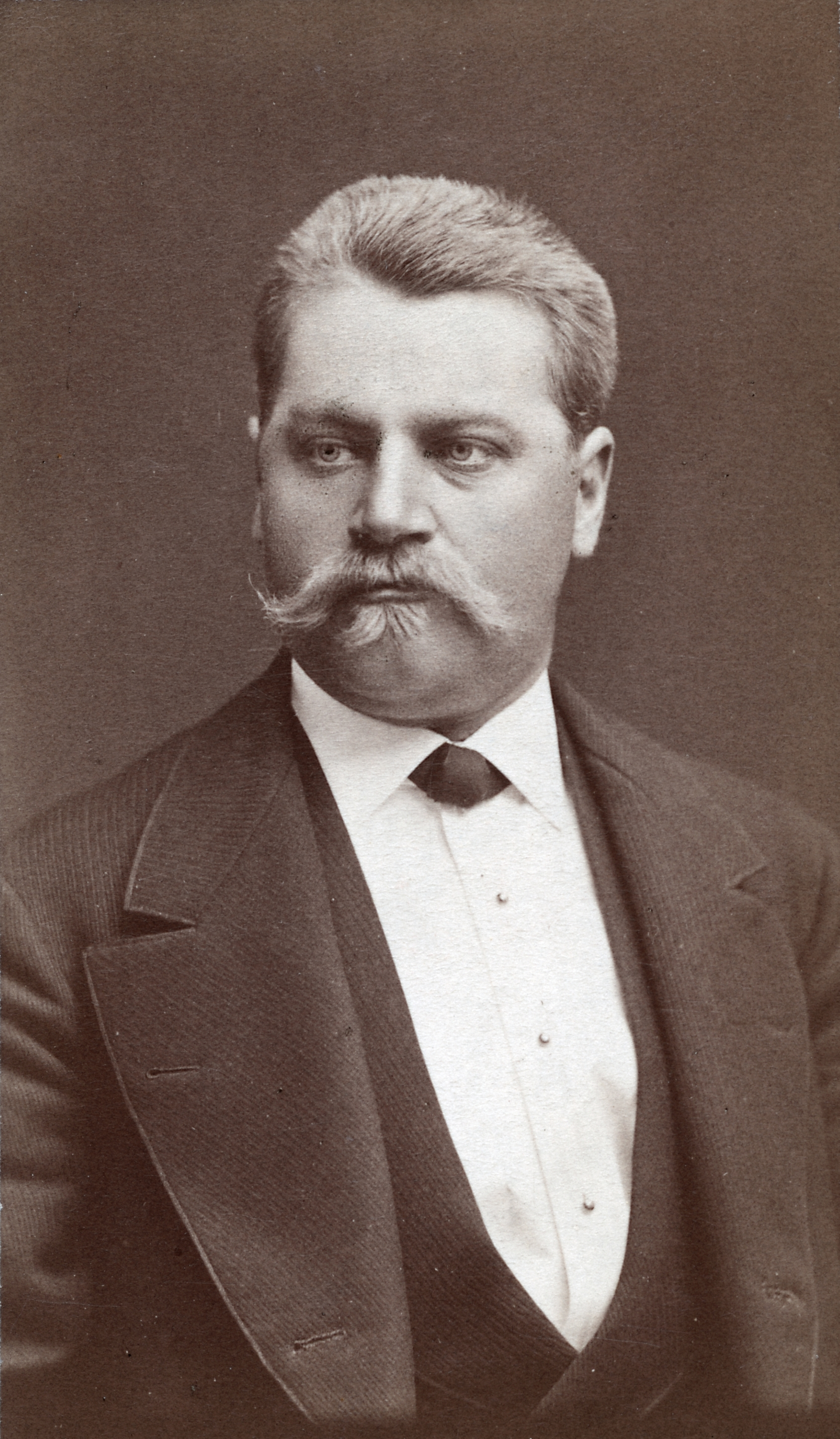
Knut Tranberg.

Knut Wilhelm Tranberg, född 4 februari 1853 i Katarina församling i Stockholm, död 27 augusti 1887 i Söderhamn, var en svensk ingenjör.
Tranberg var efter civilingenjörsexamen nivellör vid Statens järnvägsbyggnader i Mattmar 1876–1883. Han tillträdde befattningen som stadsingenjör och stadsbyggmästare i Söderhamns stad 1884 som efterträdare till Johan August Bergstedt som avflyttat till Kristianstad. På denna post utförde Tranberg flera omfattande, maktpåliggande arbeten för stadens räkning, däribland kajbyggnader och gatuanläggningar, innan han föll offer för njurlidande. Han valdes även till chef för brandväsendets rivningsavdelning 1884 och till ledamot av brandstodskommittén för fast egendom samma år.
Knut Vilhelm Tranberg var son till källarmästaren Gustaf Adolf Tranberg och Carolina Vilhelmina Ramström. Tranberg gifte sig med Fanny Charlotta Beatley 1883. Han var far till skådespelaren Hugo Tranberg.